# La Bête (film, 2023)
Ne doit pas être confondu avec La Bête.
Pour plus de détails, voir Fiche technique et Distribution.
La Bête est un drame psychologique de science-fiction franco-canadien co-écrit et réalisé par Bertrand Bonello, sorti en 2023. Il s'agit d'une adaptation libre du roman court La Bête dans la jungle d'Henry James.
Le film est sélectionné en compétition officielle de la Mostra de Venise 2023.

## Synopsis
En 2044, les gens ne se déplacent plus qu'avec des masques à gaz dans un Paris vidé de ses habitants. Le taux de chômage est élevé, car une intelligence artificielle ne se contente pas de déterminer toutes les questions de société, mais effectue directement elle-même de nombreuses tâches et se charge de la répartition du reste du travail.
Gabrielle, qui est responsable du contrôle de la température des circuits, préférerait un travail plus exigeant. Mais pour cela, elle devrait d'abord faire « nettoyer » son ADN, car dans ce monde, les émotions sont devenues une menace puisqu'elles empêchent les gens de prendre des décisions parfaitement rationnelles et donc conformes à l'IA. Au cours du processus, une machine les ramène à leurs vies antérieures afin de leur permettre de traiter d'éventuels traumatismes.
Son nettoyage commence en 1910, juste avant la crue de la Seine. Gabrielle vit à Paris, est mariée à un riche fabricant de poupées en plastique et fréquente les cercles mondains en tant que brillante pianiste ayant un faible pour Arnold Schönberg. En 2014, Gabrielle est mannequin et actrice et travaille à Los Angeles. Elle rencontre régulièrement Louis Lewinsky,,,.

## Fiche technique
Sauf indication contraire, les informations mentionnées dans cette section peuvent être confirmées par la base de données cinématographiques IMDb,  présente dans la section « Liens externes ».
- Titre original et francophone : La Bête
- Réalisation : Bertrand Bonello
- Scénario : Bertrand Bonello, avec la collaboration de Benjamin Charbit et Guillaume Bréaud, librement inspiré du roman court La Bête dans la jungle d'Henry James
- Musique : Bertrand et Anna Bonello
- Photographie : Josée Deshaies
- Montage : Anita Roth
- Costumes : Pauline Jacquard
- Production : Justin Taurand, Bertrand Bonello, Xavier Dolan et Nancy Grant
- Sociétés de production : Arte France Cinéma, Les Films du Bélier, My New Picture, Sons of Manual[1], en association avec 6 SOFICA
- Société de distribution : Ad Vitam (France)[1]
- Budget : 7 millions d'euros[5]
- Pays de production :  France,  Canada[1]
- Langue originale : français[6], anglais[6]
- Genre : drame, thriller psychologique, science-fiction[7]
- Durée : 146 minutes[8]
- Dates de sortie : 
  - Italie : 3 septembre 2023 (Mostra de Venise 2023)
  - France : 7 février 2024[7]

## Distribution
- Léa Seydoux : Gabrielle[8]
- George MacKay : Louis[8]
- Guslagie Malanda : Poupée Kelly[8]
- Dasha Nekrasova : Dakota[8]
- Martin Scali : Georges[8]
- Elina Löwensohn : la voyante[8]
- Marta Hoskins : Gina[8]
- Julia Faure : Sophie[8]
- Kester Lovelace : Tom[8]
- Félicien Pinot : Augustin[8]
- Laurent Lacotte : l'architecte[8]
- Weronika Szawarska : Veronica[9]
- Jasmine Van Deventer[9]
- Xavier Dolan : le système intelligence artificielle (voix)

## Production

### Genèse et développement
Le 20 janvier 2021, le magazine Les Inrockuptibles rapporte que, le 14 janvier 2021, Arte France Cinéma a alloué un soutien au prochain film de Bertrand Bonello, La Bête, un mélodrame de science-fiction mettant en vedette Gaspard Ulliel et Léa Seydoux,. Le film est une coproduction entre les sociétés françaises de production Les Films du Bélier, Arte France Cinéma et My New Picture, avec le canadien Sons of Manual. Ad Vitam sortira le film en France et les ventes internationales seront gérées par Kinology.
Bertrand Bonello commence à écrire le scénario en 2017 avec Gaspard Ulliel et Léa Seydoux en tête pour les rôles principaux, après avoir travaillé avec les deux acteurs dans le film Saint Laurent (2014). Le scénario, librement inspiré du roman court La Bête dans la jungle, publié en 1903 par Henry James, est écrit par Bonello avec des contributions de Guillaume Bréaud et Benjamin Charbit.

### Tournage
Le tournage est reporté en raison de la pandémie de Covid-19, et doit commencer en avril 2022,.
Entre-temps, Bonello a réalisé le film Coma (2022) à la place, avec Gaspard Ulliel dans le dernier film qu'il a tourné et terminé,. Ulliel meurt le 19 janvier 2022 des suites d'un accident de ski et le tournage de La Bête est de nouveau retardé. En février 2022, Bonello déclare au magazine américain Variety qu'il refondra probablement le rôle d'Ulliel avec un acteur non français.
En mai 2022, le magazine Variety rapporte que l'acteur britannique George MacKay a été choisi pour le rôle principal masculin. Le film se déroulera à Paris et en Californie, sera tourné en français et en anglais ; le tournage devrait commencer en août 2022. L'un des personnages interprétés par MacKay et certaines de ses répliques sont directement inspirés du profil et des monologues d'Elliot Rodger, le coupable de la tuerie d'Isla Vista, issu de la sous-culture incel.
Le tournage commence à Paris le 22 août 2022. Certaines scènes sont tournées à la cité de Trévise le 23 août 2022,.
En septembre 2022, Léa Seydoux déclare au site américain Deadline que George MacKay a appris le français pour ce film et que le tournage se terminera fin octobre.
En juin 2023, Bertrand Bonello confie à Paris Match que La Bête est le film dont il est « le plus fier aujourd'hui ».

## Accueil

### Sorties
Un temps pressenti pour être présenté au festival de Cannes 2023, le film est refusé par le comité de sélection. Il est finalement dévoilé lors de la Mostra de Venise 2023, en l'absence de ses acteurs principaux, qui s'abstiennent de le promouvoir dans le cadre d'une grève générale des acteurs hollywoodiens.

### Accueil critique
En France, le site Allociné propose une moyenne de 3,7⁄5, d'après l'interprétation de 37 critiques de presse.
Sur SensCritique, la moyenne spectateur est de 6,4/10 (7 mars 2024).

### Box-office
| Pays ou région | Box-office     | Date d'arrêt du box-office | Nombre de semaines |
| -------------- | -------------- | -------------------------- | ------------------ |
| France         | 88 085 entrées | en cours                   | 7                  |
| Total mondial  | -              | -                          | -                  |

## Distinctions

### Sélections
- Mostra de Venise 2023 : en compétition officielle[27]
- Festival international du film de Toronto 2023 : sélection « Special Presentation »[28]
- Festival du film de New York 2023 : sélection officielle[29]

### Récompenses
- Festival International du Film de Valladolid 2023 : Meilleure actrice pour Léa Seydoux
- Florida Film Critics Circle 2024 :
  - Meilleur film
  - Meilleur réalisateur pour Bertrand Bonello
  - Meilleure actrice pour Léa Seydoux

### Nominations
- Festival International du Film de Valladolid 2023 : Épi d'or
- Florida Film Critics Circle 2024 :
  - Meilleur scénario adapté
  - Meilleure direction artistique
- César 2025 : Meilleurs effets visuels pour Cédric Fayolle, Hugues Namur et Émilien Lazaron
- Lumières 2025 : 
  - Lumière de la meilleure image pour Josée Deshaies
  - Lumière de la meilleure musique pour Bertrand Bonello et Anna Bonello

## Autour du film
À la place du générique de fin, un QR code à scanner avec son smartphone est affiché à l'écran pendant une minute. Pour le réalisateur, ce choix est cohérent avec son film, dont l'un des sujets est la suppression des émotions ; le moment du générique étant habituellement un moment plein d'émotions, avec la musique et les noms qui défilent. Le QR code renvoie sur une vidéo MP4 de huit minutes et demie contenant le générique de fin avec une scène d'une trentaine de secondes.